# Induni
Die Induni & Cie SA mit Sitz in Lancy ist ein westschweizer Bauunternehmen. Sie beschäftigt mehr als 450 Mitarbeiter und erwirtschaftete 2006 einen Umsatz von 170 Millionen Schweizer Franken.

## Tätigkeitsgebiet
Induni ist als Generalunternehmer in allen wesentlichen Bereichen des Hoch- und Tiefbaus tätig, insbesondere im Infrastrukturbau, wo es eines der grössten Unternehmen der Westschweiz ist. Zu den wichtigsten öffentlichen Auftraggebern gehören die Stadt und der Kanton Genf, der Kanton Waadt, die Genfer Industriebetriebe, die Eidgenossenschaft, die SBB und der Genfer Flughafen.

## Geschichte
Das Unternehmen wurde 1917 durch Pierre Induni gegründet und mit dem Eintritt seiner Söhne Charles und Edouard 1935 in Pierre Induni et Fils umbenannt. Nach dem Rückzug von Pierre Induni wurde 1951 daraus die Induni & Cie, die 1970 in eine Aktiengesellschaft umgewandelt wurde.
1985 verkauften die Gebrüder Induni ihr Unternehmen an die Zürcher Baufirma Züblin. Unter der neuen Leitung erlebte Induni einen wesentlichen Wachstumsschub. 1997 wurde das Unternehmen durch ein Management-Buy-out wieder verselbständigt und 2012 für den SVC Unternehmerpreis Romandie nominiert.